# 1508

## Události
Česko
- Židé byli vypovězeni z královského města Louny.
- Zdeněk Lev z Rožmitálu se stal nejvyšším purkrabím.
- 25. července – Na svatojakubském sněmu bylo vyhlášeno opatření krále Vladislava Jagellonského proti Jednotě bratrské – tzv. Svatojakubský mandát.
- 10. srpna – Byl vydán Svatojakubský mandát.

Svět
- Začala válka ligy z Cambrai.
- Krétská Sitia byla poničena zemětřesením.
- 4. února – Maxmilián I. Habsburský se stal v Tridentu se souhlasem papeže císařem a začal se titulovat zvolený císař římský.
- únor – Maxmilián I. Habsburský napadl Benátskou republiku.
- 28. února – Ludvík V. Falcký se stal po smrti svého otce Filipa falckrabím a falckým kurfiřtem.
- březen – Egyptsko-gudžarátská flotila překvapila Portugalce v přístavu Chaul.
- 4. června – Ludvík Jagellonský byl v Székesfehérváru korunován na uherského krále.
- 6. června – Maxmilián I. Habsburský byl poražen ve Friulii Benátskou republikou a byl nucen podepsat 3leté příměří a postoupit několik území Benátčanům.
- 13. července – Proběhla bitva u Orši.
- 23. července – Španělé pod velením Pedra Navarra dobyli Peñón de Vélez de la Gomera.
- prosinec – Michelangelo Buonarroti začal malovat strop Sixtinské kaple.
- 10. prosince – V Cambrai bylo uzavřeno spojenectví mezi Ludvíkem XII., Maxmiliánem I., papežem Juliem II. a Ferdinandem II. – tzv. cambraiská liga, proti Benátské republice.

### Probíhající události
- 1508–1516 – Válka ligy z Cambrai

## Narození
Česko
- 1. května – Zigmund Antoch z Helfenberka, český filosof a matematik († 1. května 1552)

Svět
- 17. března – Násiruddín Humájún, druhý mughalský císař († 27. ledna 1556)
- 9. června – Primož Trubar, slovinský církevní reformátor († 28. června 1586)
- 30. listopadu – Andrea Palladio, italský renesanční architekt († 19. srpna 1580)
- neznámé datum
  - Pieter Aertsen, nizozemský malíř († 1575)
  - Císařovna Čchen (Ťia-ťing), mingská císařovna, manželka Ťia-ťinga († 1528)
  - Jean Durat, francouzský básník
  - Čchien Ku, čínský malíř († 1578)
  - William Turner, anglický ornitolog a botanik († 7. července 1568)
  - Andrés de Urdaneta, španělský mořeplavec, kněz a astronom († 3. června 1568)
  - Mikuláš Šubič Zrinský, chorvatský a uherský vojevůdce († 7. září 1566)
  - Anna de Pisseleu d'Heilly, titulární milenkou Františka I. Francouzského († 1580)

## Úmrtí
- 18. března – Albrecht IV. Bavorský, bavorsko-mnichovský vévoda (* 15. prosince 1447)
- 24. května – Lodovico Sforza, vévoda milánský
- 23. září – Beatrix Neapolská, manželka králů Matyáše Korvína a Vladislava Jagellonského (* 16. listopadu 1457)
- 10. října – Ján III. Turzo, kremnický komorský hrabě a podnikatel (* 30. dubna 1437)
- 25. listopadu – Uršula Braniborská, princezna braniborská (* 25. září 1450)
- 10. prosince – René II. Lotrinský, první lotrinský vévoda (* 2. května 1451)
- ? – Izák Abrabanel, židovský filozof (* 1437)

## Hlavy států
- České království – Vladislav Jagellonský
- Svatá říše římská – Maxmilián I.
- Papež – Julius II.
- Anglické království – Jindřich VII. Tudor
- Francouzské království – Ludvík XII.
- Benátská republika – dóže Leonardo Loredan
- Kalmarská unie – Jan I. Dánský
- Polské království – Zikmund I. Starý
- Uherské království – Vladislav Jagellonský
- Perská říše – Ismail I.